# Zbigniew Jedziński
Zbigniew Jedziński (lit. Zbignev Jedinskij; *  17. Januar 1959 in Grodno) ist ein litauischer Politiker polnischer Herkunft.

## Leben
Nach dem Abitur von 1966 bis 1977  an der 1. Mittelschule Pabradė absolvierte er  1982 das Diplomstudium der Mechanik am Kauno politechnikos institutas.
Von 1982 bis 1986 arbeitete er als Meister im Werk der Baumaschinen und von 1986 bis 2001 bei UAB „Pabradės kartono fabrikas“ als leitender Ingenieur. Von 2001 bis 2002 war er Direktor bei UAB „Liejiniai“ und 2003 bei UAB „Velga-Vilnius“, von 2002 bis 2003  Leiter der Zeche bei UAB „Velga Vilnius“. 2005 war er Berater des Bürgermeisters der Rajongemeinde Vilnius. Von 1997 bis 2012 war er Mitglied im Rat der Rajongemeinde Švenčionys. Seit 2012 ist er Mitglied im Seimas.
Er ist Mitglied von Lietuvos lenkų sąjunga und der Lietuvos lenkų rinkimų akcija.
Mit Frau Marija hat er die Tochter Irena und den Sohn Edvard.